# Caesia viscida
Caesia viscida är en grästrädsväxtart som beskrevs av Gregory John Keighery. Caesia viscida ingår i släktet Caesia och familjen grästrädsväxter.
Artens utbredningsområde är Western Australia. Inga underarter finns listade i Catalogue of Life.